# 雙非問題
雙非問題是指父母皆非香港永久居民以生育旅行方式在香港所生的嬰兒（「雙非嬰兒」或「雙非」）可取得香港永久居留權，並可享有香港社會資源及福利引起的一系列社會爭議問題。
2001年至2013年期間，雙非人數不斷增多，引起香港社會的強烈不滿，並就此發生過遊行抗議，甚至引發「蝗蟲論」的歧視爭議。梁振英在2012年當選香港特別行政區行政長官後，推動「零雙非」政策，要求所有私立醫院停止接受雙非孕婦在2013年1月1日或以後的預約分娩。
2013年「零雙非」政策的出台後，雙非孕婦來香港產子的事件大幅減少，例如從2013年至2014年2月底的14个月内，只有172名雙非嬰兒在香港出生。
2016年，雙非兒童已經超過20萬人。雙非兒童問題從“增量問題”逐漸過渡為“存量問題”。
2019年起，雙非兒童亦陸續年滿18歲，香港社會開始擔憂雙非人士年屆18歲時，以單程證方式申請父母來港生活，令香港資源受到進一步侵蝕。然而，中國大陸單程證申請條件中“投靠子女”之前提，為“60周岁以上且在内地无子女，需要投靠在香港或者澳门定居的18周岁以上子女的”。根據香港中文大學學者研究，雙非兒童通常都不是獨生子女，大部分的家庭都會有一個以上的內地子女。 因此究竟有多少雙非兒童之父母符合單程證申請條件，仍然有待統計數據證實。

## 發展過程

### 吳嘉玲案前
中英聯合聯絡小組1993年確認「香港出生的中國公民，規定在其出生時或以後的任何時間，其父親或母親已在香港定居。」協議文件是外交機密，此前一直沒有公開，直到香港特別行政區政府在「吳嘉玲案」向終審法院呈交根據中英聯合聯絡小組協議編寫的小冊子才為公眾所知。根據普通法原則，有關文件不可接受為證據，終審法院亦沒有引用該資料用於解釋《香港基本法》第24條。

### 吳嘉玲案至人大釋法
1999年1月29日，香港終審法院就吳嘉玲案宣判，指出「所有香港永久居民在中國內地所生子女，不論有否單程證，不論婚生或非婚生，不論出生時父或母是否已經成為香港居民，均擁有居港權」。
香港特別行政區政府在「吳嘉玲案」終審敗訴後尋求人大釋法，希望就此解決“雙非問題”，引發法律界指責破壞香港司法獨立、高度自治及三權分立，發起香港首個「沉默大遊行」，抗議特區政府提出釋法申請。
1999年6月26日，第九屆全國人大常委會第十次會議對《香港基本法》作出解釋，指出只有獲批單程證的香港永久居民在內地所生子女才享有居港權，及出生時父母仍未成為香港居民的則沒有居港權，而使有權來香港的人數減至27萬。

### 人大釋法至莊豐源案
在2001年7月莊豐源案終審判決前，香港特區政府曾經請求終審法院根據《基本法》第158條提請全國人民代表大會常務委員會解釋《基本法》，終審法院沒有採納。2001年，香港終審法院根據《基本法》第24條宣判的莊豐源案確立，父母雙方皆無香港居留權的內地居民在香港所生子女可以享有香港永久性居民身份，這一判決成為日後大量內地孕婦來香港產子的誘因。
2001年7月20日終審法院判決政府敗訴後，香港特區政府表示對判決失望，但會尊重判決，採取適當措施執行判決。2001年，全国人大常委会曾建议香港方面不要作出如此判决，認為这样的判决对香港未来的管理较为不利。2001年7月21日，時任全国人民代表大会常务委员会法制工作委员会副主任喬曉陽公開表示莊案判決「與全國人大常委會的釋法有不盡一致之處」。2007年，前律政司司長、基本法委員會副主任梁愛詩稱終審法院在判決時錯誤理解《基本法》條文，導致大量內地孕婦來港產子。
香港歷來是移民城市，一直支持迁徙自由；泛民主派普遍認為香港是民主社会，在一國兩制原則下北京不應過多干涉香港。中央政府認為莊豐源案判決與全國人大常委會的釋法有不盡一致之處，但未就此進一步釋法的打算。

### 落實CEPA後
2003年港澳個人遊（俗稱自由行）的實施讓雙非人士有了來港產子的合法途徑。與香港不同，內地城市實行戶籍制度，嬰兒出生後不一定享有出生地城市戶籍。
2007年2月1日起，香港為「確保香港孕婦得到妥善和優先的婦產服務」，推行新的醫療和入境措施，包括：
1. 醫院管理局切實執行產科服務中央預約制度，所有孕婦必須先在香港的醫院預約，並接受產前檢查。醫院管理局醫院（公立醫院）的預約名額優先給予本地孕婦，如有剩餘，亦接受非本地孕婦預約，額滿即止。
2. 醫院管理局提高「非符合資格人士」的產科套餐服務最低收費。
3. 入境事務處加強對於非香港人的懷孕後期婦女的入境檢查，內地孕婦如無香港醫院發出的預約確認書，可能會被拒絕進入香港。[15]

新措施效果有限，另一方面，配偶是香港人的內地孕婦亦同樣受新措施影響。
雙非孕婦有的從合法途徑預約來港產子，亦有的在無預約情況下闖急症室產子。專門安排孕婦來香港產子的中介公司開始出現，鼓勵、招攬、協助內地居民到香港產子為嬰兒取得居港權，有中介公司甚至以「在香港出生的孩子可享總值800萬港元的綜合福利」招徠生意。
另外，部分雙非家長來港產子，也涉及假結婚、假旅遊，使用虛假文書（例如：假醫生紙）等違法行為。

### 香港社會爆發不滿
「雙非」在香港引起的問題逐漸惡化，香港民間反對「雙非嬰兒」擁有居港權的立場漸見鮮明。
2011年10月23日，香港約1300人上街遊行，反對內地孕婦來香港產子，主張終審法院自我修正莊豐源案例消除其誘因。有香港孕婦抱怨香港的私營醫院產科床位已不易預約，只好改用公營醫院服務。
2012年2月1日，香港高登網民集資在蘋果日報刊登全版廣告，大字標題「香港人，忍夠了！」，提出「強烈要求政府修訂基本法24條！阻止大陸雙非孕婦無限量入侵香港！」。2月3日，香港嶺南大學有十多名本校及其它院校的學生游行，批評該廣告帶有歧視性。
2012年初，香港各大政黨開始關注雙非問題，立場大致分為三種：支持尋求人大解釋《基本法》、支持由香港政府啟動修改《基本法》的程序，以及反對循《基本法》方面入手。
建制派方面，自由黨支持尋求人大釋法，民建聯、工聯會和新民黨亦表示贊同。
泛民主派方面，民主黨及新民主同盟要求政府修改《基本法》，阻止日後在香港出生的「雙非嬰兒」享有居港權。公民黨黨魁梁家傑不支持釋法解決，但支持修改基本法。2012年1月19日，公民黨發出新聞稿，認為「循基本法方面入手」去解決雙非孕婦問題是「捨近求遠」，公民黨立法會議員吳靄儀促請特區行政長官曾蔭權「與中央政府協商，從審批內地旅客來港安排入手，實施有效的行政措施改善情況」。公民黨認為「行政措施已經是有效措施」，無須以「人大釋法」解決問題，以免衝擊香港的法治制度。
身兼全国政协委员及基本法研究中心主任的香港資深大律師胡漢清則指，未見北京政府有釋法意向，因1999年已經釋法，並指政府推行這類阻截「雙非孕婦」的行政措施容易受到司法覆核的挑戰。他表示會前赴英國，尋求中英雙方確認基本法原意。

### “零雙非”政策
2012年4月，候任行政長官梁振英表示，不能保證2013年出生於香港的「雙非嬰兒」可以取得香港永久居留權，而香港社會的共識是雙非嬰兒「不是香港解決人口老化的正途」。
2012年4月26日，醫院管理局停止接受非本地孕婦在2012年至2013年的預約分娩，確保本地孕婦在公立醫院可優先使用產科服務。「零雙非」政策實施後，香港公立醫院無限期停止接受非本地孕婦預約分娩，私立醫院停止接受雙非孕婦在2013年1月1日或以後的預約分娩，雙非嬰兒數目大幅下降，由2011年高峰時的35736人下降到2013年的730人。
2013年以後，仍有一些雙非孕婦到香港產子，有人因為入境時虛報懷孕狀況被定罪及判處入獄。

## 人數統計
| 統計期間 | 活產嬰兒數目 | 雙非兒童數目 | 佔比  | 備注                                        |
| -------- | ------------ | ------------ | ----- | ------------------------------------------- |
| 2001     | 48219        | 620          | 1.3%  |                                             |
| 2002     | 48209        | 1250         | 2.6%  |                                             |
| 2003     | 46965        | 2070         | 4.4%  |                                             |
| 2004     | 49796        | 4102         | 8.2%  |                                             |
| 2005     | 57098        | 9273         | 16.2% |                                             |
| 2006     | 65626        | 16044        | 24.4% |                                             |
| 2007     | 70875        | 18816        | 26.5% |                                             |
| 2008     | 78822        | 25269        | 32.1% |                                             |
| 2009     | 82095        | 29766        | 36.3% |                                             |
| 2010     | 88584        | 32653        | 36.9% | [ 38 ] [ 39 ]                               |
| 2011     | 95451        | 35736        | 37.4% | [ 40 ] [ 41 ]                               |
| 2012     | 91558        | 26715        | 29.2% | [ 42 ]                                      |
| 2013     | 51587        | 790          | 1.5%  | [ 43 ]                                      |
| 2014     | 62305        | 823          | 1.3%  |                                             |
| 2015     | 59878        | 775          | 1.3%  |                                             |
| 2016     | 60856        | 606          | 1.0%  | 2001年到2016年，雙非兒童累積達到205,308人。 |
| 2017     | 56548        | 502          | 0.9%  |                                             |
| 2018     | 53716        | 434          | 0.8%  |                                             |
| 2019     | 52856        | 393          | 0.7%  |                                             |
| 2020     | 43031        | 218          | 0.5%  |                                             |
| 總數     | 1,264,075    | 206,855      | 16.4% |                                             |

## 引發的社會問題

### 學位短缺
「雙非孕婦」在香港誕下的「雙非嬰兒」長大後，有許多人被父母安排在香港入學，與本地人子女爭奪學額，情況在北區尤為顯著。

#### 幼稚園
2013年約3.5萬雙非童準備入學，即香港平均三名適齡學童便有一名雙非學童，屬歷年最高。申請入讀北區的幼稚園也出現長長的排隊人龍，引起一些香港本地父母不滿，認為他們只有香港的幼稚園可讀，政府應設限優先錄取本地兒童。
有雙非父母不滿香港幼稚園以粵語面試，認為學校歧視他們。有關學校回應面試以粵語進行，是因為教學語言以粵語為主，故不存在歧視。

#### 小學
2013年，有許多雙非兒童申請入讀北區小學一年級，在政府採取補救措施前，北區小一學位估計短缺1400個。
2015年6月，雙非問題令小學學位緊張的問題未見緩和。香港當年的小一適齡學童有5.9萬人，其中有2600名跨境雙非童參加香港教育局特別劃給跨境學童的「跨境學童專用校網」，參加新一年度小一統一派位。另有家境較為富裕的雙非家長在香港知名小學較多的學校網地區租借單位，以本地地址成功報讀香港名校。不少本土主義組織發起抗爭運動，向雙非家長表達資源被搶奪的不滿。
2015年6月上旬，有雙非家長受訪時表示雙非童來港讀書，長大後也要交稅，「大家互惠互利」，引發一些香港人反感，認為兩地文化背景和生活習慣不同，雙非家長從未在香港貢獻，便能享用9年免費教育福利。

### 遺棄兒童
12歲「雙非」男童陳泓儒，2023年7月18日隨母親來港，入住油麻地佐敦道一間賓館。7月21日早上5時，陳童跟隨母親到廣華醫院登記，當時陳母表示兒子有肚瀉及咳嗽，登記後陳母離去。其間陳母告知兒子，當看完醫生後告知護士他被媽媽遺棄，及後男童獨自於廣華醫院治理後，約中午12時許，男童告知醫院姑娘被母親遺棄。醫院護士報警，警方接手調查。7月22日，陳童已申請保護兒童令，交由屯門兒童及青少年院照顧。 9月11日，男童母親在九龍城法院承認一項殘酷對待兒童罪，裁判官蘇文隆判被告監禁4個月，緩刑3年。

## 澳門
澳門與香港同為特別行政區，但澳門第8/1999號《澳門特別行政區永久性居民及居留權法律》規定「在澳門特別行政區成立以前或以後在澳門出生的中國公民」需要「在其出生時其父親或母親在澳門合法居住，或已取得澳門居留權」，方可取得澳門特別行政區永久性居民資格。
《澳門特別行政區基本法》第二十四條訂明「在澳門特別行政區成立以前或以後在澳門出生的中國公民」是澳門特別行政區永久性居民，但澳門法律至今未有遭遇與「莊豐源案」相似的法律挑戰。

## 外部連結
- 反對內地孕婦來港產子的facebook專頁（页面存档备份，存于）
- 內地女性在香港所生的活產嬰兒數目（页面存档备份，存于）（2001年至2012年11月）
- 中國大陸女性在香港所生的活產嬰兒數目（页面存档备份，存于），政制及內地事務局網頁